# Арфуш, Валид
Валид Арфуш (араб. وليد حرفوش‎, фр. Walid Harfouch) — международный телевизионный менеджер, продюсер и общественный деятель. Вице-президент международного телеканала Euronews, Президент телеканала HDFashion & LifeStyle, сооснователь радиостанции «Супер-Нова» (Super-Nova) и журнала «Папараzzи».
В августе 2011 года Арфуш запустил украинскую версию телеканала Euronews.
Первый посол доброй воли ООН (Организация Объединенных Наций), уполномоченный по борьбе со СПИДом в. Украине. Основатель общественной организации «SOS Racism!».
Профессионально занимается йогой более 10 лет.

## Биография
Валид Арфуш родился 10 апреля 1971 года в Триполи (Ливан). Его отец, Аднан Арфуш, профессор арабской литературы, мать, Нажва эль-Наж, директор школы. У него есть старший брат Омар и старшая сестра Хинд.
В 1988 году Валид Арфуш окончил College of Freres, а уже через 2 года, в 1990 году, по приглашению брата, переехал в. Украину.
В 1991 году Валид поступил на кафедру журналистики Днепропетровского национального университета.
В 1995 году Валид переехал в Киев, где начал работать в медиасфере. В 2002 году Валид основал PR и BTL агентство «Супер-Нова», которое организовало ряд пиар кампаний по всей Украине. Среди клиентов «Супер-Новы»: гостиница «Премьер Палас», Coca-Cola, Yalta life rally, Red Bull и другие. Главным достижением агентства стало лоббирование интересов частных лиц, политиков и крупных компаний в. Украине, в Европе и, в частности, во Франции.
В 2003 году Валид Арфуш совместно с братом начал издавать журнал «Папараzzи» о жизни звёзд шоу-бизнеса и власть имущих.
В 2005 году Валид Арфуш опубликовал книгу «Секс, убийство, миллион».
В 2006 году Валид Арфуш с братом приобрел права на проведение трех конкурсов красоты «Мисс Европа». Первый из них состоялся в октябре 2006 году в Киеве в Национальном Дворце «Украина» и транслировался в прямом эфире в 12-ти странах Европы. В конкурсе принимали участие 34 девушки из разных стран Европы. Украину на «Мисс Европа — 2006» представляла Алена Авраменко, которая получила звание первой вице-мисс Европы.

## Телевидение

### Телеканал ТЕТ
В августе 2007 года Арфуш стал генеральным продюсером телеканала ТЕТ, одного из первых частных телеканалов в. Украине. Среди задач, которые наметил Арфуш на новом посту, было поднятие рейтинга телеканала, расширение его аудитории и обновление программинга, за счет новых шоу как, например, Мисс СНГ. Ввиду активной публичной жизни, Валид стал героем многих телепрограмм и ток-шоу. В 2008 году он стал «хроникером» в телепрограмме Савика Шустера «Шустер Live».

### Первый национальный
С марта 2010 по июнь 2013 года Валид Арфуш был назначен заместителем генерального директора НТКУ. На этой должности он занимался развитием музыкально-развлекательных проектов, а также налаживал международное сотрудничество Первого национального.

### Euronews
В октябре 2010 года Валид Арфуш стал президентом Координационного совета украинской версии Еuronews.
2 августа 2011 в Лионе Euronews и Валид Арфуш от имени НТКУ совместно анонсировали официальный запуск украинской версии Euronews.
При содействии Валида Арфуша 24 августа 2011 года была запущена полноценная версия европейского информационного телеканала Euronews на украинском языке.
C 2014 года Валид Арфуш является главой Euronews в странах СНГ.
В 2017 году Арфуш приобрел телеканал HDFashion & LifeStyle.
С 2019 года Валид Арфуш перешел на должность вице-президента международного телеканала Euronews.

## Радио
Когда Валид переехал в Киев в 1995 году, он создал «Супер-Нова Радио». Тесное сотрудничество с RFI (Международное Радио Франции) дало возможность вещать программы на английском, французском и арабском языках совместно с украинским и русским. Радио быстро набрало популярность благодаря активному участию во всех культурных событиях страны, инициатором которых нередко само становилось. В течение многих лет радио стало культовым среди киевской молодежи, благодаря своим ярким вечеринкам. И всё это проходило в сотрудничестве с французским институтом и французским посольством в. Украине. «Супер-Нова» первыми пустили в эфир радиотрансляцию Каннского кинофестиваля.

## Общественная деятельность

### Помощь киевскому зоопарку
В 1995 — публичная акция «Девушка для Боя», организованная Валидом и радио «Супер-Нова» для подбора «пары» единственному слону Киевского зоопарка. На собранные с благотворительного бала денежные средства привезли из Германии «невесту» для слона.

### Посол доброй воли ООН
В 2000 году Валид Арфуш стал первым послом доброй воли ООН по борьбе со СПИДом в рамках программы ЮНЭЙДС. Он стал у истоков появления бронзового монумента в память о жертвах СПИДа, открытие которого лично посетил тогдашний Генеральный секретарь ООН Кофи Аннан. Благодаря этому, написанная Омаром Арфушем и спродюсированная Валидом песня «Защити жизнь», стала гимном борьбы против СПИДа в. Украине.

### SOS! Racism!
В 2007 году Валид Арфуш создал общественную организацию «SOS! Racism!» и стал её генеральным секретарём. Организация «SOS! Racism!» стала инициатором многих общественных мероприятий, таких как «Марш против расизма», которое собрало огромное количество участников и вызвало немало шума в политических кругах. Благодаря маршу и поддержке депутата Верховной Рады Украины Анны Герман, был подан законопроект на основе французской версии об ужесточении ответственности за проявления расизма, антисемитизма и ксенофобии.
Выразил соболезнования родственникам и погибшим в результате взрывов в порту Бейрута в августе 2020 года. Призвал украинское сообщество морально поддержать ливанцев, так как Украина всегда прекрасно относилась к Ливанской республике и народу.
Относительно протестов в США (2020 год), которые начались из-за убийства чернокожего полицейским и сопровождались грабежом протестующих, Валид в одном из интервью дал комментарий, что протесты возникли из-за проблем расизма, а разворовывания магазинов — это мародерство, что бросает негативную тень на светлых намерениях протестного движения

## Личная жизнь
В середине 90-х Валид женился на Наталье Дементьевой. У пары родилось двое детей: сын Карим (1996 г.р.) и дочь Лиза (2000 г.р.).
2001 вступил в гражданский брак с Лидой Петровой, а уже в 2015 году пара женилась официально. Воспитывают трех детей: Эмили (2004 г.р.), Адама (2012 г.р.) и Адель-Клоэ (2016 г.р.).

В 2008 году Арфуш принял православие. По философии Валид Арфуш является буддистом и воспринимает все религии, которые пропагируют любовь.
«Единственная религия для меня — это любовь, так как христианство гласит возлюби ближнего своего, это религия мне близка»

## Увлечения

### Йога
Валид Арфуш профессионально практикует занятия йогой и считает, что йогу нужно сделать частью школьной программы. Его тренер известная мастер по йоге Оксана Сиваковская. Ежегодно 21 июня Валид празднует Международный день йоги в кругу друзей.
С 2019 бегает благодаря позитивному влиянию бизнесмена Евгения Черняка.

## Интересные факты
- В 2006 году по приглашению украинского режиссера Андрея Бенкендорфа Валид снялся в его картине «Старики-полковники» в роли бандита Артура.[28][29]
- В 2019 году стал частью фотовыставки «Подсмотрела» фотографа Виктории Сметаны.[30][31]